# توماس سیدنی بکویث
توماس سیدنی بکویث (انگلیسی: Thomas Sydney Beckwith؛ ۱۷۷۰ – ۱۵ ژانویه ۱۸۳۱) فرد نظامی اهل پادشاهی بریتانیای کبیر بود. وی همچنین برندهٔ جوایزی همچون شوالیه (عنوان) شده‌است.